# 普雷里維尤鎮區 (明尼蘇達州威爾金縣)
普雷里維尤鎮區（英語：Prairie View Township）是位於美國明尼蘇達州威爾金縣的一個行政鎮區。

## 地方資料
普雷里維尤鎮區的面積為90.86平方千米，當中陸地面積為90.75平方千米，而水域面積為0.11平方千米。根據2020年美國人口普查的數據，當地共有人口228人，而人口密度為每平方千米2.51人。